# اعتداء جوي

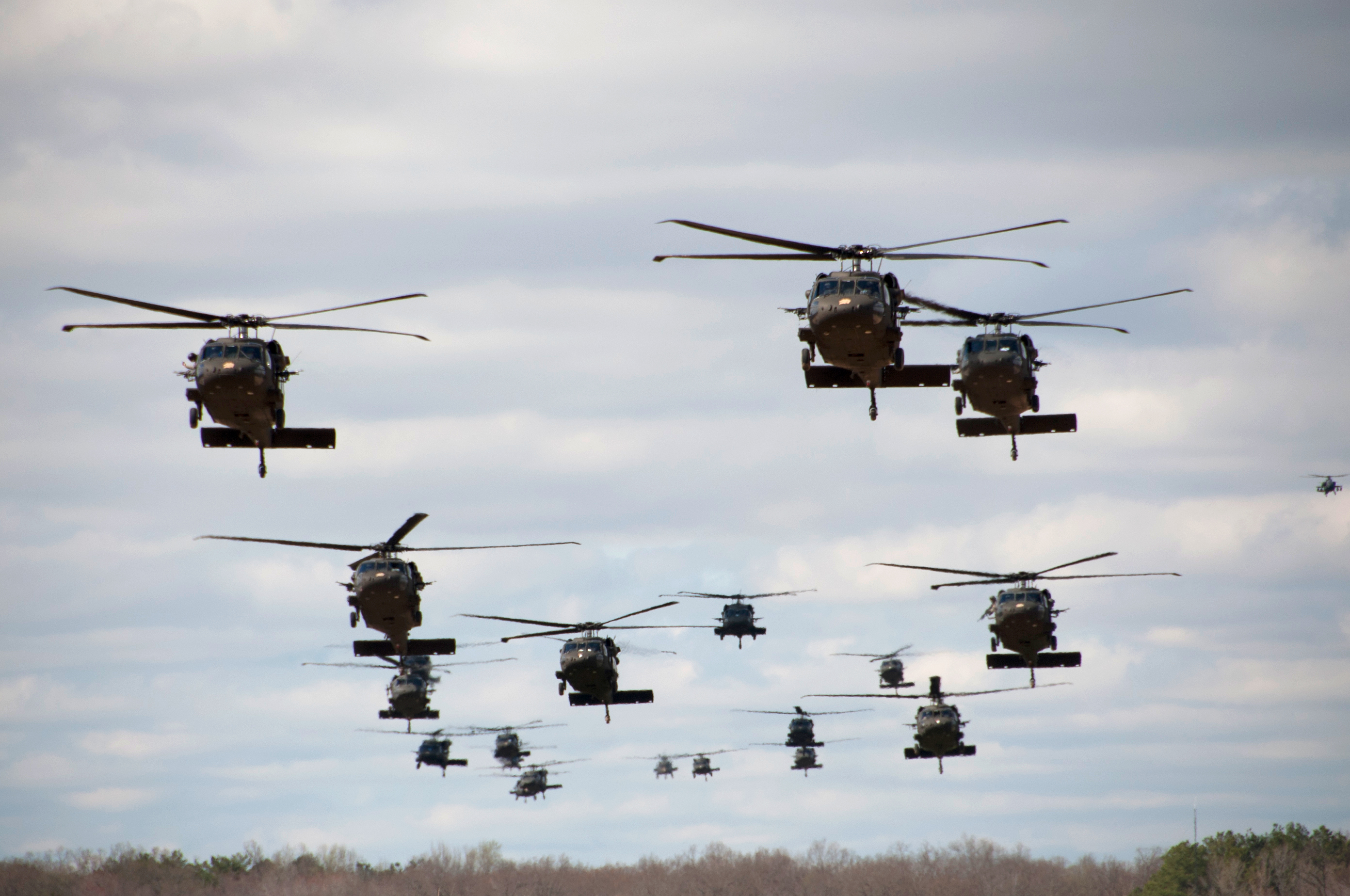
مروحيات بلاك هوك UH-60 تنقل الجنود لممارسة هجوم جوي

الاعتداء الجوي أو الهجوم الجوي، هو حركة القوات العسكرية الأرضية بطائرات الإقلاع والهبوط العمودية (VTOL) - مثل المروحية - للاستيلاء على التضاريس الرئيسية وعقدها والتي لم يتم تأمينها بشكل كامل، والاشتباك مع قوات العدو مباشرة خلف خطوط العدو.
يصف دليل الجيش الأمريكي الميداني FM 1-02 (FM 101-5-1) «عملية الهجوم الجوي» بأنها عملية تقوم فيها قوات الهجوم (القتال، ودعم القتال، ودعم الخدمة القتالية) ، باستخدام القوة النارية، والتنقل، والتكامل التام للأصول المروحية، المناورة في ساحة المعركة تحت سيطرة قائد المناورة الأرضية أو الجوية للاشتباك وتدمير قوات العدو أو للاستيلاء على التضاريس الرئيسية وعقدها عادة خلف خطوط العدو.
يجب عدم الخلط بين الهجوم الجوي أو الغارة الجوية، والتي تشير جميعها إلى الهجوم باستخدام الطائرات فقط (على سبيل المثال القصف أو التمشيط إلخ) ). وعلاوة على ذلك، ينبغي عدم الخلط بين هجوم جوي مع قوات مجوقلة، والذي يحدث عندما يقومالمظليين، بالأسلحة وإمداداتها، بعمل إنزال جوي بواسطة مظلات هبوط من طائرات النقل، وغالبا كجزء من الاستراتيجية الهجومية العملية.

## التنظيم والعمالة
الاعتداء الجوي والتنقل الجوي مفاهيم ذات صلة. ومع ذلك، فإن الهجوم الجوي هو عبارة عن عملية قتالية بشكل واضح وليس وسيلة نقل إلى منطقة قريبة من القتال.
وحدات الهجوم الجوي يمكن أن تختلف في التنظيم. استخدام طائرات الهليكوبتر ليس فقط في مجال النقل ولكن أيضًا كدعم جوي قريب للنيران الجوية وطائرات هليكوبتر للإجلاء الطبي ومهام إعادة الإمداد. غالبًا ما يتم تعيين مدفعية Airmobile لنشر الهجمات الجوية. الوحدات تختلف في الحجم، ولكن عادة ما تكون سرية - أو وحدات بحجم لواء.
تم تصميم وتدريب وحدات المحمولة جوا للإدخال الجوي والتطويق العمودي («المناورة التي تهاجم فيها القوات، سواءً التي تم إسقاطها جواً أو عن طرق تنفي1 إنزال جوي، الجزء الخلفي والجناح الأمامي للقوة، مما يؤدي في الواقع إلى قطع القوة أو تطويقها».

## التاريخ
لقد كان النقل الجوي مفهومًا رئيسيًا في العمليات الهجومية منذ الثلاثينيات. ركزت المناهج الأولية للتنقل الجوي على القوات المحمولة جواً والقوات الشراعية. خلال الحرب العالمية الثانية، تم تنفيذ العديد من الهجمات بواسطة الطائرات الشراعية العسكرية. وضعت الحرب الألمانية الثانية التي تعود إلى حقبة فولشيرميرجر، وبراندنبورغ، وكتيبة الإنزال الجوي الثاني والعشرون التي تحملها الطائرات الشراعية الأساس لعمليات الهجوم الجوي الحديثة. في عام 1941، تبنى الجيش الأمريكي بسرعة مفهوم العمليات الهجومية مستخدماً الطائرات الشراعية الخشبية في البداية قبل تطوير طائرات الهليكوبتر. في أعقاب الحرب، أدت الطائرات الأسرع إلى التخلي عن الطائرات الشراعية الخشبية الواهية مع تحليق المروحيات الجديدة في ذلك الوقت. شهدت أربع طائرات هليكوبتر من طراز YR-4B خدمة محدودة في مسرح China Burma India مع مجموعة First Commando Group 
في عام 1943 قام الألمان بغارة غران ساسو التي نفذت العديد من جوانب مفهوم الهجوم الجوي. مثال آخر هو عملية نقل طائرة شراعية ألمانية براندنبورغ في يبنبورغ خلال الحرب العالمية الثانية.
في عام 1946 ، لاحظ الجنرال في مشاة البحرية الأمريكية روي جي. جيجر اختبارات القنبلة الذرية في بيكيني أتول وأدرك على الفور أن القنابل الذرية يمكن أن تجعل الهبوط البرمائي صعبًا بسبب التركيزات الكثيفة للقوات والسفن والمواد على رؤوس الشواطئ. خلال هذا الوقت، عقد قائد سلاح مشاة البحرية، ألكساندر فانديجريفت، مجلسًا خاصًا يعرف باسم مجلس Hogaboom. أوصى هذا المجلس بأن تقوم USMC بتطوير طائرات هليكوبتر للنقل من أجل السماح لهجوم على شواطئ العدو. كما أوصت بأن تشكل USMC سرب مروحية تجريبية. تم تكليف HMX-1 في عام 1947 مع سيكورسكي HO3S-1s. استخدم المارينز مصطلح الغلاف الرأسي بدلاً من التنقل الجوي أو الهجوم الجوي. أجرى HMX-1 أول غلاف رأسي له على ظهر حاملة طائرات في تمرين في عام 1949.

### الحرب الجزائرية
أدى استخدام طائرات الهليكوبتر المسلحة إلى جانب نقل طائرات الهليكوبتر خلال الحرب الجزائرية لإنزال الجيش الفرنسي إلى أراضي العدو إلى تكتيكات الحرب الجوية المستمرة حتى اليوم.
نفذت آلات الطيران العسكري التابعة للجيش الفرنسي عددًا كبيرًا من المهام ضد المتمردين الجزائريين في الفترة ما بين 1955، عندما تم إنشاء Groupe d'Hélicoptères No.2 (GH 2)، وعام 1962 عندما انتهت الإمبراطورية الفرنسية في الجزائر أخيرًا.
من 1955 إلى 1962، شارك GH 2 في المعارك الكبرى التي وقعت بالقرب من الحدود بين الجزائر وتونس، بما في ذلك معركة سوق أهراس في أبريل 1958. جمعت المروحيات، بما في ذلك أنواع مثل H-21 و Alouette II وسيكورسكي H-19 وسيكورسكي إتش-34، مجتمعة أكثر من 190,000 ساعة طيران في الجزائر (أكثر من 87000 لطائرة H-21 وحدها) وساعدت في إجلاء أكثر من 20000 مقاتل فرنسي من منطقة القتال، بما في ذلك حوالي 2200 في الليل. بحلول الوقت الذي انتهت فيه الحرب في الجزائر، توفي ثمانية ضباط و23 ضابط صف من ALAT أثناء أداء واجباتهم.